# Евминка
Евми́нка (укр. Євминка) — село в Козелецком районе Черниговской области Украины. Население 956 человек. Занимает площадь 5,894 км². На берегу реки Озеро (приток Десны).
Код КОАТУУ: 7422082701. Почтовый индекс: 17071. Телефонный код: +380 4646.

## Власть
Орган местного самоуправления — Евминский сельский совет. Почтовый адрес: 17071, Черниговская обл., Козелецкий р-н, с. Евминка, ул. Куйбышева, 201.